# ルリモンクロタテハモドキ
ルリモンクロタテハモドキ (Junonia oenone) は、チョウ目（鱗翅目）・アゲハチョウ上科・タテハチョウ科に分類されるチョウの一種。アフリカタテハモドキとも。

## 分布
アフリカのサハラ以南、アラビア半島、マダガスカルに分布する。

## 特徴

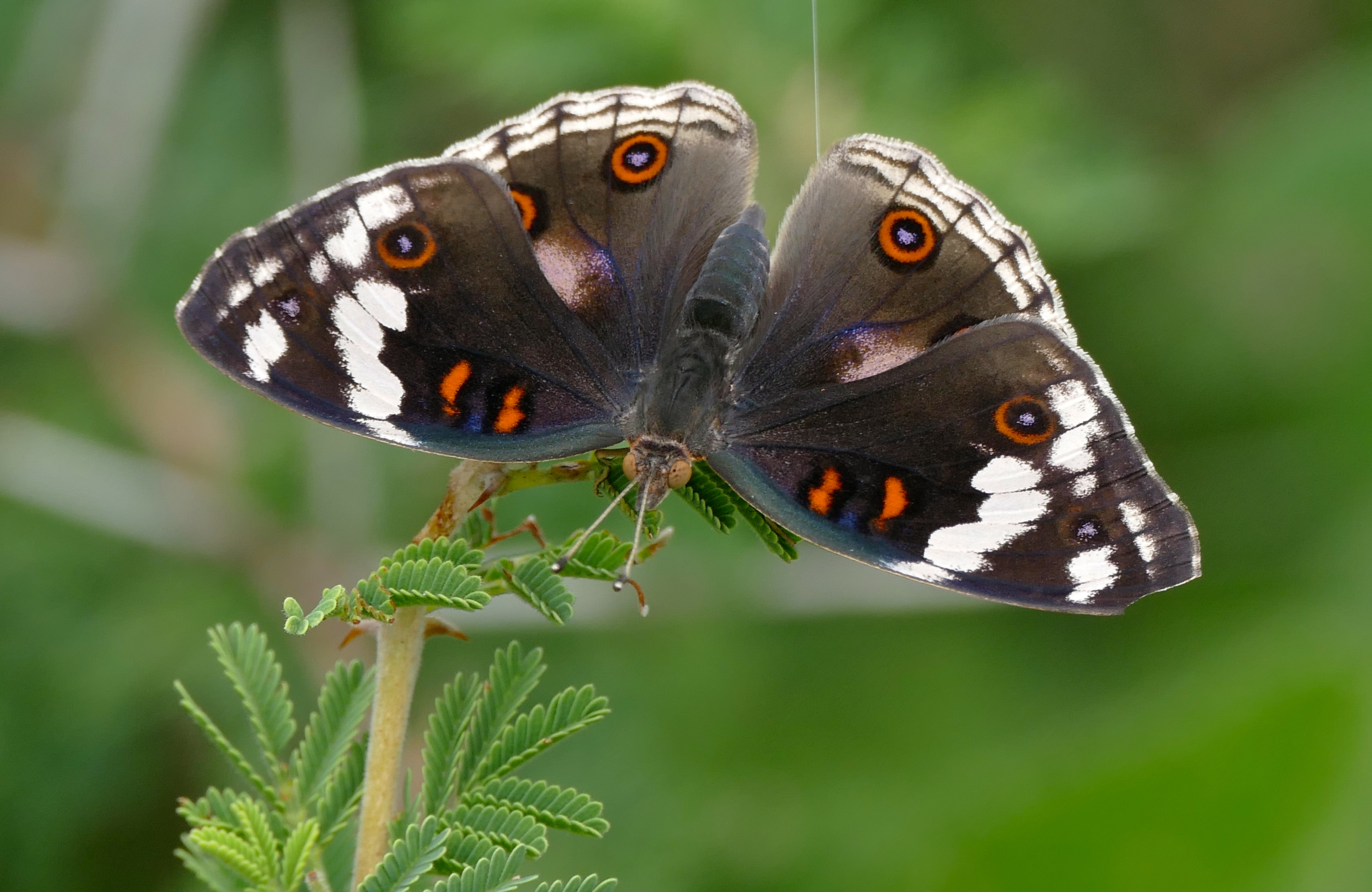
ルリモンクロタテハモドキのメス

開長5cm。翅は黒地に白い模様があり、とくにオスは大きな青色の斑紋をもつ。
雑草地でふつうにみられる。キツネノマゴ科を食草とする。